# NeXt
Next – amerykański serial telewizyjny (dramat kryminalny, fantastycznonaukowy) wyprodukowany przez  Zaftig Films, Fox Entertainment oraz 20th Television, którego twórcą jest Manny Coto. Serial jest emitowany od 6 października 2020 roku przez FOX.
Fabuła serialu skupia się na Paulu LeBlanc, genialnym naukowcu nowoczesnych technologii, który odkrywa, że stworzona przez niego sztuczna inteligencja prowadzi do światowej katastrofy.

## Główna
- John Slattery jako Paul LeBlanc[3]
- Fernanda Andrade jako Shea Salazar[4]
- Michael Mosley jako CM[5]
- Jason Butler Harner jako Ted LeBlanc[3]
- Eve Harlow jako Gina[6]
- Elizabeth Cappuccino jako Abby[7]
- Aaron Moten jako Ben[4]

## Odcinki
| # | Tytuł   | Reżyseria                 | Scenariusz   | Premiera w FOX       | Premiera w Fox Polska |
| - | ------- | ------------------------- | ------------ | -------------------- | --------------------- |
| 1 | File #1 | Glenn Ficarra, John Requa | Manny Coto   | 6 października 2020  |                       |
| 2 | File #2 |                           | Kim Clements | 13 października 2020 |                       |

## Produkcja
Pod koniec lutego 2019 roku ogłoszono, że Eve Harlow otrzymała rolę jako Gina.
W kolejnym miesiącu do obsady dołączyli: Fernanda Andrade, Aaron Moten, Michael Mosley, John Slattery, Jason Butler Harner oraz Elizabeth Cappuccino.
13 maja 2019 roku stacja FOX ogłosiła, że zamówienie pierwszego sezonu dramatu, który zadebiutuje w sezonie telewizyjnym 2019/2020